# Флаг Страны Басков
Икурринья (баск. Ikurrin, исп. Ikurriña) — собственное название официального флага автономного сообщества Страны Басков в Испании и традиционный символ басков.

## История
Икурринья была создана идеологом баскского национализма Сабино Араной в 1894 году. Сначала икурринья была символом Бискайи — крупнейшей провинции Страны Басков, но вскоре стала восприниматься как флаг басков вообще, как в Испании, так и во Франции.
В 1936 году после победы на выборах Народного фронта Страна Басков получила самоуправление в статусе автономного региона и икурринья была официально объявлена флагом Страны Басков. После победы Франсиско Франко в последовавшей сразу за этим гражданской войне начались преследования баскских националистов, а флаг был запрещён. Акции ЭTA и другие националистические выступления часто включали публичную демонстрацию икурриньи. Через пятнадцать дней после смерти диктатора в баскском футбольном дерби между Атлетик Бильбао и Реал Сосьедад (Сан-Себастьян) двое игроков из разных команд вынесли на поле флаг, что на тот момент ещё было незаконным, и не понесли никакого наказания. Когда произошло восстановление монархии, запрет на национальную символику басков был снят. В 1979 году флаг повторно был утверждён в качестве официального символа автономного сообщества.

## Символика и наименование
Флаг представляет собой сочетание зелёного андреевского креста и белого георгиевского креста на красном поле. Красный флаг — это исторический символ Бискайи. Святой Андрей почитается у басков, поскольку по преданию в 867 году в его день баски одержали победу в сражении при Падуре. Зелёный цвет креста одновременно означает независимость и напоминает о дубе Герники — символе баскского народа. Белый крест — символ Бога.
Несомненным прототипом для дизайна баскского флага послужил флаг Великобритании, которая воспринималась ещё со средневековья как извечный соперник Испании на море и суше.
Арана образовал слово ikuŕiñ от баскского ikur, означающего флаг. Позднейшее изменение орфографии привело к написанию Ikurrin. Написание Ikurriña в испанском языке объясняется тем, что к слову добавляется баскский определённый артикль -a. При этом в баскском языке слово Ikurrin используется только для обозначения данного флага, все остальные называются испанским словом bandera.